# Henia porosa
Henia porosa är en mångfotingart som först beskrevs av Karl Wilhelm Verhoeff 1941.  Henia porosa ingår i släktet Henia och familjen Dignathodontidae. Inga underarter finns listade i Catalogue of Life.